# Peter Öhler (1883–1945)
Peter Öhler (ur. 23 czerwca 1883 w Stübach, zm. 15 kwietnia 1945 w Offenbach am Main) – niemiecki zapaśnik walczący w stylu klasycznym. Olimpijczyk ze Sztokholmu 1912, gdzie zajął jedenaste miejsce w wadze półciężkiej.
Szósty na mistrzostwach świata w 1911 roku.
Mistrz Niemiec w 1913 roku.

## Letnie Igrzyska Olimpijskie 1912
| Konkurencja          | Rundy eliminacyjne | Rundy eliminacyjne  | Rundy eliminacyjne   | Rundy eliminacyjne       | Klas. końcowa |
| Konkurencja          | Przeciwnik I       | Przeciwnik II       | Przeciwnik III       | Przeciwnik IV            | Miejsce       |
| -------------------- | ------------------ | ------------------- | -------------------- | ------------------------ | ------------- |
| 82 kg styl klasyczny | Otto Nagel (DEN) Z | Oskar Kumpu (FIN) Z | Ivar Böhling (FIN) P | Johannes Eriksen (DEN) P | 11.           |